# Златка золотисто-яичная
Златка золотисто-яичная, или златка бронзовая ребристая (лат. Chrysobothris chrysostigma) — вид жуков-златок. Обитают в лесах. Длина тела взрослых насекомых (имаго) 10—16 мм. Тело со спинной стороны медно-бронзовое или чёрное. На надкрыльях имеются ямки золотистого или зелёного цвета. Брюшко ярко-зелёное с пурпурными боками. Живут на хвойных деревьях.